# ليبرتاد ليبلانك
ليبرتاد ماريا دي لوس فيشيش بلانكو (تلفظ بالإسبانية: ‎/liβeɾˈtað ˈleβlaŋk/‏) من مواليد 24 شُباط/فبراير 1938 في غوارديا ميتر في محافظة ريو نيغرو بالأرجنتين، هي ممثلة أرجنتيني متقاعدة؛ ظهرت في حوالي 30 فيلمً في سينما الأرجنتين بين عامي 1960 و1989.
اشتهرت ليبرتاد بلانكُو باعتبارها «رمزًا جنسيًا» في فترةِ ستينيات وسبعينيات القرن العشرين حيثُ كانت شقراء وممتلئة الجسم ما أعطاها جماليّةً من نوعٍ خاصٍ فضلًا عن ظهورها في عددٍ من الأفلام الموجهة للبالغين والتي احتوت على مشاهد جنسية أو مشاهد عري واضحة على غِرار فيلم مُضَايَقَاتٍ (بالإسبانية: Acosada)‏ الذي صدرَ عام 1964. أثارت الكثيرُ من أفلامِ ليبرتاد الجدل بما فيها فيلم لَعْنّةُ فِينُوس (بالإسبانية: La Venus maldita)‏ الذي صدر عام 1967 وكان من المتوقع أن يكون فيلم رعبٍ خالصٍ لكنَّه احتوى على مشاهد عري واضحة بل وُصفت بالفاضحة من قِبل النقاد والمتابعين؛ ونفس الأمر تقريبًا مع فيلم الشَيّْطَانُ (بالإسبانية: La Endemoniada)‏ وكذا فيلم لَذِيذٌ (بالإسبانية: Deliciosamente)‏ الذي خلق هو الآخرُ زوبعةً من الجدل حول مدى «أخلاقيتهِ» نسبةً لما احتواهُ من مشاهد جنسٍ واضحةٍ.

## الحياة الشخصية
تزوّجت ليبرتاد من المنتجِ ليوناردو باروخيل؛ لكنهما تطلَّقا في وقتٍ رحق.

## قائمة أعمالها
| سنة الإصدار | العنوان بالعربية             | العنوان الأصلي                         |
| ----------- | ---------------------------- | -------------------------------------- |
| 1989        | المعيار                      | Standard                               |
| 1976        | غضبُ الجزيرة                  | Furia en la isla                       |
| 1972        | أولغا: ابنةُ الأميرة الروسيّة  | Olga, la hija de aquella princesa rusa |
| 1972        | حِصارُ الإرهاب                 | Cerco de terror                        |
| 1969        | نساءُ منتصفِ الليل             | Mujeres de medianoche                  |
| 1969        | أسيرُ الغابة                  | Cautiva de la selva                    |
| 1969        | الخطأ                        | La culpa                               |
| 1968        | الشيطان                      | La endemoniada                         |
| 1968        |                              | Psexoanálisis                          |
| 1968        | منزل السيّدة لولو             | La casa de Madame Lulú                 |
| 1968        | الشيطانُ                      | El satánico                            |
| 1968        | ضدَّ الجريمة                   | 4 contra el crimen                     |
| 1968        | اللَّيالي المُحرَّمة              | Noches prohibidas                      |
| 1968        | عبدُ الرَّغبة                   | Esclava del deseo                      |
| 1968        | الحقُّ في التمتع               | El derecho de gozar                    |
| 1967        | ستَّةُ أيامٍ للموت               | Seis Días para Morir                   |
| 1967        | عندما يتحدثُ الرِّجالُ عنِ النٍّساءِ | Cuando los hombres hablan de mujeres   |
| 1967        | الكلبة                       | La Perra                               |
| 1967        | لعنةُ فينوس                   | La Venus maldita                       |
| 1966        | الجلدُ العاريّ                 | La piel desnuda                        |
| 1965        | النَّارُ في الدم                | Fuego en la sangre                     |
| 1965        | الشريك                       | La cómplice                            |
| 1964        | امرأة بلا ثمن                | Una mujer sin precio                   |
| 1964        | ماريا                        | María M                                |
| 1964        | مُضايقات                      | Acosada                                |
| 1963        | شاهدٌ على الجريمة             | Testigo para un crimen                 |
| 1962        | زهرةُ إيربي                   | La Flor de Irupé                       |
| 1960        | الموكِب                       | La procesión                           |
| 1960        | القارب، النهر والنَّاس         | El bote, el río y la gente             |
| 1958        | أول قُبلَة                     | El primer beso                         |